# حسین زرگر
حسین زرگر (زاده ۱۵ تیر ۱۳۵۲ - سمنان) داور فوتبال اهل ایران است.وی داوری را از سال ۱۳۷۷ شروع کرده و از سال ۱۳۸۹ تا ۱۳۹۸ در لیگ برتر فوتبال ایران قضاوت میکرد. حسین زرگر در شهرآورد شماره ۸۲ کمک داور چهارم بوده است.